# Politodorcadion politum
Politodorcadion politum är en skalbaggsart. Politodorcadion politum ingår i släktet Politodorcadion och familjen långhorningar.

## Underarter
Arten delas in i följande underarter:
- P. p. politum
- P. p. akmolense
- P. p. shapovalovi